# L'Engagé volontaire
Pour plus de détails, voir Fiche technique et Distribution.
L'Engagé volontaire (titre original : Caught in the Draft) est un film américain en noir et blanc réalisé par David Butler, sorti en 1941.

## Synopsis
Don Bolton est un acteur hollywoodien qui ne supporte pas le bruit des coups de feu. Aussi, pour se faire réformer à la conscription, il décide d'épouser Antoinette (« Tony »), ce qui lui éviterait d'être enrôlé à la guerre. Mais Tony découvre sa machination.

## Fiche technique
- Titre français : L'Engagé volontaire
- Titre belge francophone : Cupidon au régiment[1]
- Titre original : Caught in the Draft
- Réalisation : David Butler
- Scénario : Harry Tugend d'après une histoire de Harry Tugend
- Dialogues : Wilkie C. Mahoney
- Production : Buddy DeSylva
- Société de production : Paramount Pictures
- Musique : Victor Young
- Chorégraphie : LeRoy Prinz
- Image : Karl Struss
- Montage : Irene Morra
- Direction artistique : Haldane Douglas (en) et Hans Dreier
- Costumes : Edith Head
- Pays d'origine : États-Unis
- Format : noir et blanc - Son : Mono (Western Electric Mirrophonic Recording)
- Genre : comédie de guerre
- Durée : 82 min
- Dates de sortie :
  - États-Unis : 25 juin 1941 (première)
  - France : 21 octobre 1949

## Distribution
- Bob Hope : Don Bolton
- Dorothy Lamour : Antoinette 'Tony' Fairbanks
- Lynne Overman : Steve Riggs
- Eddie Bracken : Bert Sparks
- Clarence Kolb : le colonel Peter Fairbanks
- Paul Hurst : le sergent Burns
- Ferike Boros : Yetta
- Phyllis Ruth : Margie
- Irving Bacon : Cogswell
- Arthur Loft : Directeur de film
- Edgar Dearing (en) : le sergent recruteur